# Shion Miura
Shion Miura (?, 三浦 しをん, Miura Shion; Tokyo, 23 settembre 1976) è una scrittrice giapponese.

## Biografia
Shion Miura è nata a Tokyo il 23 settembre 1976.
Laureatasi alla Waseda University, ha esordito nel 2000 con il romanzo Kakutōsuru mono ni maru basato in parte su esperienze personali.
Autrice di numerosi romanzi e saggi, ha ottenuto popolarità con La grande traversata in seguito trasposto in pellicola live action e in serie televisiva anime .
Tra i riconoscimenti letterari ottenuti si segnala il Premio Naoki del 2006 per Mahoroekimae Tada Benriken e il Japan Booksellers' Award del 2012 per La grande traversata.

## Opere

### Narrativa
- Kakutōsuru mono ni maru (2000)
- Watakushi ga katarihajimeta kare wa (2004)
- Mukashi no hanashi (2005)
- Kaze ga tsuyoku fuiteiru (2006)
- Mahoro ekimae Tada benriken (2006)
- Kimi wa Porarisu (2007)
- Bukka o ezu (2007)
- Hikari (2008)
- Mahoro ekimae bangaichi (2009)
- La grande traversata (Fune wo amu, 2011), Torino, Einaudi, 2012 traduzione di Gianluca Coci ISBN 978-88-06-23774-5.
- Koguresō monogatari (2010)
- Mahoro ekimae kyōsōkyoku (2013)
- Ano ie ni kurasu yonin no onna (2015)

### Saggistica
- Shion no shiori (2002)
- Jinsei gekijō (2003)
- Otome nageyari (2004)
- Momoiro towairaito (2005)
- Shumi ja nainda (2006)
- Ayatsurare bunraku kanshō (2007)
- Monzetsu supairaru (2008)

## Adattamenti

### Cinema
- Kaze ga tsuyoku fuiteiru, regia di Sumio Ohmori (2009)
- Mahoro ekimae Tada benriken, regia di Tatsushi Ōmori (2011)
- Fune wo amu, regia di Yūya Ishii (2013)
- Wood Job!: Kamusari nânâ nichijô, regia di Shinobu Yaguchi (2014)
- Mahoro ekimae kyôsôkyoku, regia di Tatsushi Ōmori (2014)
- Hikari, regia di Tatsushi Ōmori (2017)

### Televisione
- Mahoro ekimae bangaichi Serie TV (2013)
- Utsukushiki Mittsu no Uso Film per la TV (2016)
- Fune Wo Amu Serie TV (2016)
- Kaze ga tsuyoku fuiteiru Serie TV (2018)

## Premi e riconoscimenti
- Japan Booksellers' Award: 2012 vincitrice con La grande traversata
- Premio Naoki: 2006 vincitrice con Mahoroekimae Tada Benriken